# Oktyabrszkij járás (Kalmükföld)

Az Oktyabrszkij járás Kalmükföldön

Az Oktyabrszkij járás (oroszul Октябрьский район, kalmük nyelven Ик Царң) Oroszország egyik járása Kalmükföldön. Székhelye Bolsoj Carin.

## Népesség
- 1989-ben 12 633 lakosa volt, melynek 52,4%-a kalmük, 26,8%-a orosz, 3,5%-a dargin, 2,6%-a csecsen, 0,9%-a kazah.
- 2002-ben 9 213 lakosa volt, melynek 65%-a kalmük, 18,4%-a orosz, 2,4%-a csecsen, 1,9%-a dargin, 1,3%-a ukrán, 0,7%-a kazah, 0,3%-a német.
- 2010-ben 9 438 lakosa volt, melyből 6 165 kalmük (65,3%), 1 711 orosz (18,1%), 681 koreai (7,2%), 137 csecsen (1,5%), 130 dargin (1,4%), 80 ukrán (0,9%), 72 kazah (0,8%), 48 tatár, 41 agul, 38 lezg, 28 kumik, 28 német, 25 baskír, 25 csuvas, 23 fehérorosz, 19 grúz, 18 mordvin, 18 örmény, 15 azeri, 14 udmurt, 13 komi, 13 litván, 12 kirgiz stb.